# Щаслива (станція)
Щаслива — проміжна залізнична станція Знам'янської дирекції Одеської залізниці на електрифікованій лінії Користівка — Яковлівка між станціями Королівка (12 км) та Зелена (7 км). Розташована в селі Добронадіївка Олександрійського району Кіровоградської області. Найближчий великий населений пункт — місто Олександрія.

## Історія
Станція відкрита у 1901 році. За часів голодомору 1932—1933 років залізнична станція Щаслива була основним підприємством на території села Добронадіївка, яка забезпечувала робочими місцями жителів робітничого селища (частину села на північ від станції). Також функціонував перевантажувальний пункт. Від станції відгалужувалася окрема під'їзна залізнична колія до складських приміщень. Сюди звозили з навколишніх сіл овочі та фрукти, здійснювалася їх засолка з подальшою відправкою споживачам. Поряд знаходилися склади з лісом, вугіллям, а також діяли бурякоприймальне та хлібоприймальне підприємства, ТСОЗ «Передовик».

## Пасажирське сполучення
На станції Щаслива зупиняються приміські поїзди сполученням Знам'янка — П'ятихатки.